# Albert Sulon
Albert Sulon (Vottem, 1938. április 3. – 2020. június 29.) válogatott belga labdarúgó, hátvéd. Ikertestvére Gérard Sulon (1938–2020) válogatott labdarúgó.

## Pályafutása

### Klubcsapatban
1957 és 1959 között az RFC Liège, 1959 és 1962 között az UR Namur, 1962–63-ban a RES Jamboise labdarúgója volt. 1963 és 1968 között ismét az RFC Liège csaptában szerepelt. 1968 és 1972 között a Tilleur játékosa volt.

### A válogatottban
1965 és 1967 között hat alkalommal szerepelt a  belga válogatottban. 1965-ben négy, 1967-ben két alkalommal lépett pályára a nemzeti válogatottban. Az első négy mérkőzésen ikertestvérével együtt szerepelt a csapatban.